# Marais de Yala
Pour les articles homonymes, voir Yala.
Le marais de Yala est une région de marécages de plus de 200 km2 situé au Kenya occidental. La zone, qui couvre le rivage du nord-est du lac Victoria dans les comtés de Siaya et de Busia, est le plus grand marais du lac.

## Intérêt écologique

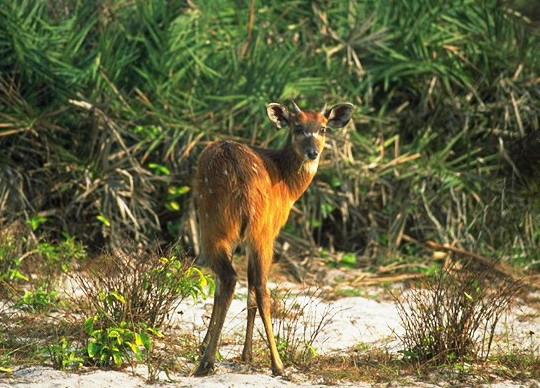
Une antilope de Sitatunga

Il agit en tant que filtre pour les eaux de plusieurs rivières qui coulent dans le lac Victoria : la Nzoia ainsi que la Hwiro et la Rapudo qui se déverse d'abord dans le lac Kanyaboli (10,5 km2) avant de rejoindre la Yala ; cette dernière filtre également les eaux des lacs Sare (5 km2) et Namboyo (2 km2). Il est parfois considéré comme la source du Nil.
La végétation prédominante est le Cyperus papyrus. Les marais hébergent des espèces de poissons menacées comme l' Oreochromis esculentus et l' Oreochromis variabilis qui ont disparu du lac Victoria lui-même. L'antilope de Sitatunga (Tragelaphus spekii) en voie de disparition  vit toujours parmi les papyrus du marais. La BirdLife International classifie le marais de Yala parmi les 60 régions les plus importantes du Kenya pour les oiseaux. On y trouve, entre autres, le guêpier à collier bleu (Merops variegatus), le gonolek des papyrus (Laniarius mufumbiri), le monarque des marais, le canari des papyrus (Serinus koliensis), la fauvette à ailes blanches (Bradypterus carpalis), la chloropète aquatique (Chloropeta gracilirostris), le messager sagittaire et la grue de Baillor.

## Danger pour l'écosystème
En 2003, les autorités régionales accordent une concession de 25 ans à la Dominion Farms Ltd (une succursale du Dominion Group basé à Edmond en Oklahoma) pour la culture de riz sur 23 km2, soit 12,5 % de la surface totale du marais. L'exploitation est située dans la partie sud-est, là où la rivière Yala entre dans le marais.
Les problèmes, vis-à-vis du fragile écosystème ainsi que de la santé et de la survie des autochtones, sont cependant rapidement survenus : construction de digues, de routes privées et d'une piste d'atterrissage en terre battue, expropriations au prix moyen de 64 USD, privatisation de routes publiques avec pour conséquence l'impossibilité, pour les pêcheurs du district de Bondo, d'accéder au lac Kanyaboli, diminution du débit de la Yala au sortir de l'exploitation, emploi d'engrais minéraux synthétisés et de pesticides (dont du DDT),,.
En plus du riz, la Dominion Farms Ltd cultive du tournesol, de l'armoise annuelle et a installé des étangs de pisciculture. Leur projet est, à terme, d'occuper 65 % de la surface du marais.
Le cas du marais de Yala fut un des points abordé au Forum social mondial de 2007 à Nairobi.